# O Templo dos Meus Familiares
O Templo dos Meus Familiares é um romance de Alice Walker, publicado em 1989. É um romance multi-narrativo contendo as histórias intercaladas de Arveyda, um músico em busca de seu passado; Carlotta, sua esposa latino-americana que vive em exilo; Suwelo, um professor negro de História Americana que percebe que sua geração de homens falhou com as mulheres; Fanny, sua ex-mulher prestes a conhecer o pai pela primeira vez; e Lissie, uma criatura vibrante com mil passados.